# Ursavus
Ursavus é um gênero de mamífero que existiu há cerca 20 milhões de anos. É o antepassado comum dos ursos atuais. Seus fósseis indicam que era um animal pequeno que vivia em florestas, tinha o corpo coberto por uma densa pelagem para suportar invernos frios e sua dieta era onívora.
A família do Ursavus se dividiu em dois ramos, o Ailuropodinae (que originou o panda) e o  Agriotherium (que originou os demais ursos).